# سیارک ۱۵۱۳۹
سیارک ۱۵۱۳۹ (به انگلیسی: 15139 Connormcarty، نامگذاری:2000EY93) پانزده هزار و صد و سی و نهمین سیارک کشف شده‌است که در ۹ مارس ۲۰۰۰ کشف شد.
قدر مطلق سیارک برابر ۱۸.۶ است.